# Dhaderkoppa, Parasgad
Dhaderkoppa là một làng thuộc tehsil Parasgad, huyện Belgaum, bang Karnataka, Ấn Độ.